# Laura Fa Campo
Laura Fa Campo   (Badalona, 1 de setembre de 1974) és una col·laboradora de programes de crònica social i premsa rosa catalana.

## Biografia
Laura Fa va començar la seva carrera televisiva col·laborant al programa de 8tv Arucitys el 2010. Posteriorment va ser col·laboradora del programa Cazamariposas de Divinity i, el 2016, va entrar a treballar de col·laboradora al programa de Telecinco Sálvame, també tractant temes de la premsa del cor. També col·labora al programa de tardes de TV3 Tot es mou.

## Trajectòria

### Programes de televisió
| Any            | Programa                                 | Cadena        | Notes          |
| -------------- | ---------------------------------------- | ------------- | -------------- |
| 2010 - 2018    | Arucitys                                 | 8TV           | Col·laboradora |
| 2013 - 2014    | Abre los ojos y mira                     | Telecinco     | Col·laboradora |
| 2014 - 2020    | Cazamariposas                            | Divinity      | Col·laboradora |
| 2016           | Sálvame Snow Week                        | Telecinco     | Guanyadora     |
| 2016 - present | Sálvame                                  | Telecinco     | Col·laboradora |
| 2019           | Sálvame Limón                            | Telecinco     | Presentadora   |
| 2020           | Sálvame                                  | Telecinco     | Reportera      |
| 2020           | Deluxe                                   | Telecinco     | Reportera      |
| 2020 - present | Obrim fil                                | TVE Catalunya | Col·laboradora |
| 2020 - present | La nova normalitat                       | Teve.cat      | Col·laboradora |
| 2020 - present | Tot es mou                               | TV3           | Col·laboradora |
| 2021           | Rocío, contar la verdad para seguir viva | Telecinco     | Col·laboradora |

### Programes de ràdio
| Any            | Programa                   | Cadena           | Notes                                    |
| -------------- | -------------------------- | ---------------- | ---------------------------------------- |
| 2019 - present | El Vermut de Llucià Ferrer | Ràdio Flaixbac   | Col·laboradora                           |
| 2019 - present | Vostè primer               | RAC1             | Col·laboradora                           |
| 2020 - present | A todo corazón             | Revista Lecturas | Presentadora al costat de Lorena Vázquez |

### Sèries de televisió
| Any  | Programa | Cadena              | Personatge                  | Episodis  |
| ---- | -------- | ------------------- | --------------------------- | --------- |
| 2020 | Veneno   | Atresplayer Premium | Col·laboradora de televisió | 1 episodi |